# Ceratina nitidella
Ceratina nitidella är en biart som beskrevs av Cockerell 1937. Ceratina nitidella ingår i släktet märgbin, och familjen långtungebin. Inga underarter finns listade i Catalogue of Life.